# Isola Swains
L'isola Swains è un atollo situato nell'oceano Pacifico appartenente geograficamente all'arcipelago Tokelau. Politicamente fa parte delle Samoa Americane, territorio non incorporato degli Stati Uniti d'America.
Ha una superficie di 1,508 km² e, compresa la laguna interna, di 1,865 km². In base all'ultimo censimento del 2000, gli abitanti erano 37.
L'atollo è piuttosto singolare, formato com'è da un cerchio di terra ininterrotto che racchiude una laguna d'acqua dolce isolata dal mare. Una laguna d'acqua salmastra e fonte dell'abbondante numero di zanzare che infestano l'isola. In effetti quest'acqua è adatta solo alla balneazione e alla lavatura. Invece, la riserva d'acqua potabile è piuttosto scarsa e ricavata interamente dalla pioggia raccolta in due grossi serbatoi in mogano vicino al capanno della Copra.
Nel 2005, la popolazione era di 37 persone, tutte nel villaggio di Taulaga, nel versante occidentale dell'isola. Per quella data Taulaga era composto da uno spazio aperto erboso, da circa venti case e un grosso capanno per la copra che funge anche da sala comunale e sistema di raccolta dell'acqua. Una stazione di comunicazione, una scuola e una chiesa completano l'insieme degli edifici di Taulaga. Solo la chiesa ha resistito al Ciclone Percy del 2005, mentre il resto delle strutture è stato ricostruito.
Il villaggio di Etena nel settore sud-est, una volta sede della lussuosa "residenza" dell'unica dinastia di proprietari dell'isola Swains, è adesso abbandonato. Questa "residenza", come veniva chiamata, consisteva di una rustica abitazione con quattro stanze, costruita nell'800 per ospitare la famiglia Jennings proprietaria dell'isola. Un visitatore degli anni venti descrisse il caseggiato come "fatiscente, sebbene imponente", e quindi come non completamente utilizzato già a quel tempo. Una strada correva un tempo lungo la costa, oggi ridotta ad una pista invasa dalla vegetazione della giungla.
Gli isolani parlano essenzialmente la Lingua tokelauana, anche se è l'inglese la principale lingua amministrativa delle Samoa Americane.